# Hans Orterer
Hans Orterer (Jachenau, 13 januari 1948) is een Duits componist, dirigent en organist.

## Levensloop
Orterer was lid van de Regensburger Domspatzen en kreeg zijn eerste muziekles van zijn vader, een organist en voormalige militaire muzikant, maar later ook op het muziekgymnasium van de Regensburger Domspatzen. Aldaar kreeg hij les voor orgel en in muziektheorie. Hij studeerde van 1973 tot 1976 aan de Hochschule für Musik in Keulen en behaalde onder andere zijn diploma als kapelmeester. Vervolgens werd hij tweede dirigent van het toenmalige Heeresmusikkorps 5 in Koblenz. Achtereenvolgens werd hij dirigent van de navolgende muziekkapellen van de landmacht (Duits: Heer): Heeresmusikkorps 6 in Hamburg (vanaf 1976), Heeresmusikkorps 4 in Regensburg (vanaf 1979) en vanaf 1985 van het - nu te Gießen - nieuw opgestelde Heeresmusikkorps 5. Vervolgens werd hij nog dirigent van de luchtmachtkapellen nr. 3 in Münster (vanaf 1992) en nr. 1 in Neubiberg (vanaf 1996). Op 31 januari 2010 ging hij met pensioen. Tegenwoordig werkt hij als (gast-)organist bij diverse kerken in Beieren.
Hij werd met de Orde van Verdienste van de Bondsrepubliek Duitsland en met het erekruis in goud van de Duitse Bundeswehr onderscheiden.
Als componist schreef hij vooral werken voor harmonieorkest.

## Composities
- 1979 Alter bayerischer Zapfenstreich (Reconstructie)
- 1985 Regensburger Marsch
- 1989 Freiheitsmarsch - met als trio het lied "Freiheit, die ich meine" van Karl Groos (1789 - 1861)
- 1999 Alma Mater (mars voor de universiteit van de Bundeswehr München)
- 2001 Auf festem Grund
- 2003 Jachenauer Serenade
- 2004 Bergwacht-Marsch
- 2005 Auf ein Neues!
- 2006 Es kam die gnadenvolle Nacht, selectie met kerstliederen
- 2008 Festfanfare
- 2009 Das war’s!
- Abendlied, voor drie Fürst-Pless-hoorns en harmonieorkest
- Die Badische Freiheit, voor mannen- of gemengd koor, harmonieorkest en tamboerkorps
- Musica Piccola
- Schön ist die Jugend

- Gemeinsame Normdatei: 134477618
- Virtual International Authority File: 79638966
- WorldCat: E39PBJgCQ69cDTpxkXDG69YkjC